# Polyipnus bruuni
Polyipnus bruuni és una espècie de peix pertanyent a la família dels esternoptíquids.

## Descripció
- Fa 2 cm de llargària màxima.[5]

## Hàbitat
És un peix marí i tropical que viu entre 0-240 m de fondària.

## Distribució geogràfica
Es troba a l'Índic occidental: Kenya.

## Observacions
És inofensiu per als humans.